# IC 4879
IC 4879 је спирална галаксија у сазвјежђу Телескоп која се налази на листи објеката дубоког неба у Индекс каталогу.
Деклинација објекта је - 52° 22' 8" а ректасцензија 19h 39m 36,8s. Привидна величина (магнитуда) објекта IC 4879 износи 13,6 а фотографска магнитуда 14,5. IC 4879 је још познат и под ознакама ESO 232-16, AM 1935-522, IRAS 19357-5229, PGC 63480.